# Man! I Feel like a Woman!
"Man! I Feel like a Woman!" é o oitavo single lançado pela cantora Shania Twain do álbum Come on Over. Lançado nas rádios dos Estados Unidos no inicio de 1999, do qual se tornou um grande sucesso atingindo o Top 10 das paradas da  Billboard e das paradas country da Billboard, permanecendo no Top 10 durante cinco semanas. A musica expressa a força e auto-estima feminina e se tornou um dos maiores sucessos de Shania, vencendo o Grammy de Melhor Performance Vocal Country Feminina em 2000. Foi a canção de abertura de ambas as Turnês mundiais de Twain Come On Over Tour e Up! Tour e foi certificada pela RIAA como single de Platina em 2006 com mais 1.000.000 downloads digitais.

## Composição
"Man! I Feel Like a Woman!" foi escrita por Robert John "Mutt" Lange e Shania, sendo que a produção ficou a cargo de Lange.

## Outras Versões e Utilização na Mídia
A música foi interpretada pela vencedora do American Idol, Carrie Underwood durante a quarta temporada , e por Britney Spears no filme Crossroads. Foi incluida, uma versão diferente, na trilha sonora da novela brasileira Laços de Família em 2000, sendo tema de Cíntia, personagem da atriz Helena Ranaldi, e também foi utilizada em 2004 no comercial de TV da Chevrolet em que um grupo de homens estão viajando em um dos veículos, e um deles começa a cantar junto com muito entusiasmo com a gravação de Twain (a partir da narrativa do sexo feminino), para o desconforto de seus amigos.

## Videoclipe
O videoclipe de "Man! I Feel Like a Woman!" foi filmado em Nova York e dirigido por Paul Boyd . Foi filmado em 11 de janeiro e estreou em 03 de março de 1999, e ganhou o MuchMoreMusic Vídeo do Ano no MuchMusic Video Awards em 2000. A versão original do vídeo está disponível no DVD de Shania Twain The Platinum Collection.